# L'Oiseau (film)
Pour les articles homonymes, voir L'Oiseau et Oiseau (homonymie).
Pour plus de détails, voir Fiche technique et Distribution.
L'Oiseau est un  film français réalisé par Yves Caumon sorti en France en 2011. Le troisième long-métrage du réalisateur a participé à la 68e édition de la Mostra de Venise (Compétition officielle, sélection Orizzonti) en septembre 2011.

## Synopsis
Bordeaux. Anne n’a pas d’amis, pas d’enfants, pas d’amants, elle est seule, et semble déconnectée du monde. Elle fait semblant de vivre, et traverse sa vie et ses rencontres comme un être désincarné, sans passion. Quelque chose la pousse au contact humain, et quelque chose la retient aussi. Depuis peu, elle entend des bruits étranges dans les murs de son appartement. Un oiseau apparaît...

## Fiche technique
- Réalisation : Yves Caumon
- Scénario : Yves Caumon
- Photographie : Céline Bozon
- Musique : Thierry Machuel
- Son : Dominique Lacour, Nicolas Becker, Jean-Marie Schick et Didier Cattin
- Décors : Sophie Reynaud-Malouf
- Dresseur animalier : Yvon Roumegous et les oiseaux Norma, Ita et Robine
- Montage : Sylvie Fauthoux
- Pays d'origine :  France
- Production : coproduit par Arte France Cinéma et Blue Monday Productions, en association avec Cinémage 5
- Distribution : Les Films du losange
- Durée : 93 minutes
- Dates de sortie :
  - Italie : 7 septembre 2011 (Mostra de Venise)
  - France : 14 décembre 2011 (Les Arcs Film Festival) ; 25 janvier 2012 (sortie nationale)

## Distribution
- Sandrine Kiberlain : Anne
- Clément Sibony : Raphaël
- Bruno Todeschini : Marc
- Serge Riaboukine : Claude
- Alice Belaïdi : Latifa
- Mirela Sofronea : Christina
- Stéphanie Cassignard : femme au cinéma
- Bernard Le Gall : l'artisan
- Marianne Ploquin : Elise
- Roberto Carlos Sosa : le client argentin
- Paul-Adrien Bénéro: kévin